# دبيق شائك القاعدة
الدبيق شائك القاعدة (باللاتينية: Bupleurum subspinosum) نوع نباتي ينتمي إلى جنس الدبيق من الفصيلة الخيمية.

## الموئل والانتشار
موطن هذا النوع المغرب العربي.